# Bryum jamaicense
Bryum jamaicense là một loài rêu trong họ Bryaceae. Loài này được Syed mô tả khoa học đầu tiên năm 1973.